# Lavena Ponte Tresa
Lavena Ponte Tresa est une commune de la province de Varèse dans la région Lombardie en Italie.

## Toponyme
Lavena provient du latin Labes: glissements de terrain, avec le suffixe -ena. 
Ponte Tresa est documenté comme Pontem Tresiæ et se réfère à l'emplacement près de la rivière Tresa.

## Géographie
Lavena Ponte Tresa est limitrophe de la Suisse. La rivière Tresa forme la frontière entre les deux pays.

## Administration
| Période                                  | Période  | Identité                  | Étiquette | Qualité |
| ---------------------------------------- | -------- | ------------------------- | --------- | ------- |
| 30 mai 2006                              | En cours | Pietro Vittorio Roncoroni |           |         |
| Les données manquantes sont à compléter. |          |                           |           |         |

### Hameaux
Ponte Tresa, Lavena, Le Cantine, Piacco